# に
に en hiragana ou ニ en katakana sont deux kanas, caractères japonais qui représentent la même more. Ils sont prononcés /ni/ et occupent la 22e place de leur syllabaire respectif, entre な et ぬ.

## Origine
L'hiragana に et le katakana ニ proviennent, via les man'yōgana, des kanjis 仁 et 二, respectivement.

## Romanisation
Selon les systèmes de romanisation Hepburn, Kunrei et Nihon, に et ニ se romanisent en « ni ».

## Tracé
L'hiragana に s'écrit en trois traits.
1. Trait vertical, de haut en bas.

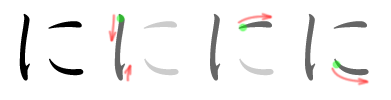
Ordre des traits pour に.

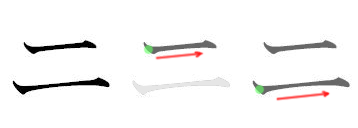
Ordre des traits pour ニ.

2. Trait horizontal, de gauche à droite, à droite du premier.
3. Trait horizontal, situé en dessous du deuxième, légèrement plus long que celui-ci.

Le katakana ニ s'écrit en deux traits.
1. Trait horizontal, de gauche à droite.
2. Trait horizontal, situé en dessous du premier, légèrement plus long que celui-ci.

## Représentation informatique
- Unicode[1],[2] :
  - に : U+306B
  - ニ : U+30CB